# 夏季奥林匹克运动会乒乓球比赛
奥林匹克运动会乒乓球比赛，於1988年夏季奧林匹克運動會開始正式成為比賽项目，初時設男子單打、男子雙打、女子單打及女子雙打四个分项目；2008年夏季奧林匹克運動會后，男子雙打及女子雙打項目由男子團體及女子團體项目所取代，2020年夏季奧林匹克運動會增加混合双打项目。中國乒乓球队是桌球項目傳統強队，1988年後至今僅有5面金牌由其他國家拿下，其中更於2008、2012、2016年連續三屆奧運拿下所有金牌。

## 比賽項目
| 項目     | 1988 | 1992 | 1996 | 2000 | 2004 | 2008 | 2012 | 2016 | 2020 | 2024 | 2028 |
| -------- | ---- | ---- | ---- | ---- | ---- | ---- | ---- | ---- | ---- | ---- | ---- |
| 男子單打 | •    | •    | •    | •    | •    | •    | •    | •    | •    | •    | •    |
| 男子雙打 | •    | •    | •    | •    | •    |      |      |      |      |      | •    |
| 男子團體 |      |      |      |      |      | •    | •    | •    | •    | •    |      |
| 女子單打 | •    | •    | •    | •    | •    | •    | •    | •    | •    | •    | •    |
| 女子雙打 | •    | •    | •    | •    | •    |      |      |      |      |      | •    |
| 女子團體 |      |      |      |      |      | •    | •    | •    | •    | •    |      |
| 混合双打 |      |      |      |      |      |      |      |      | •    | •    | •    |
| 混合团体 |      |      |      |      |      |      |      |      |      |      | •    |
|          |      |      |      |      |      |      |      |      |      |      |      |
| 總項目   | 4    | 4    | 4    | 4    | 4    | 4    | 4    | 4    | 5    | 5    | 6    |

## 歷屆成績

### 1988年
| 項目             | 金牌                   | 银牌                               | 铜牌                           |
| 男子單打（詳細） | 刘南奎（韩国）         | 金琦泽（韩国）                     | 埃里克·林德（瑞典）            |
| 女子單打（詳細） | 陈静（中国）           | 李惠芬（中国）                     | 焦志敏（中国）                 |
| 男子雙打（詳細） | 陈龙灿／韦晴光（中国） | 普里莫拉茨／卢普莱斯库（南斯拉夫） | 刘南奎／安宰亨（韩国）         |
| 女子雙打（詳細） | 玄静和／梁英子（韩国） | 陈静／焦志敏（中国）               | 法兹利奇／佩尔库钦（南斯拉夫） |

### 1992年
| 項目             | 金牌                 | 银牌                       | 铜牌                   |
| 男子單打（詳細） | 瓦尔德内尔（瑞典）   | 盖亭（法国）               | 马文革（中国）         |
| 男子單打（詳細） | 瓦尔德内尔（瑞典）   | 盖亭（法国）               | 金泽洙（韩国）         |
| 女子單打（詳細） | 邓亚萍（中国）       | 乔红（中国）               | 玄静和（韩国）         |
| 女子單打（詳細） | 邓亚萍（中国）       | 乔红（中国）               | 李粉姬（朝鲜）         |
| 男子雙打（詳細） | 王涛／吕林（中国）   | 罗斯科普夫／费茨纳（德国） | 刘南奎／金泽洙（韩国） |
| 男子雙打（詳細） | 王涛／吕林（中国）   | 罗斯科普夫／费茨纳（德国） | 姜熙灿／李哲承（韩国） |
| 女子雙打（詳細） | 邓亚萍／乔红（中国） | 陈子荷／高军（中国）       | 玄静和／洪次玉（韩国） |
| 女子雙打（詳細） | 邓亚萍／乔红（中国） | 陈子荷／高军（中国）       | 李粉姬／俞顺福（朝鲜） |

### 1996年
| 項目             | 金牌                   | 银牌                 | 铜牌                   |
| 男子單打（詳細） | 刘国梁（中国）         | 王涛（中国）         | 罗斯科普夫（德国）     |
| 女子單打（詳細） | 邓亚萍（中国）         | 陈静（中华台北）     | 乔红（中国）           |
| 男子雙打（詳細） | 刘国梁／孔令辉（中国） | 王涛／吕林（中国）   | 刘南奎／李哲承（韩国） |
| 女子雙打（詳細） | 邓亚萍／乔红（中国）   | 刘伟／乔云萍（中国） | 朴海晶／柳智惠（韩国） |

### 2000年
| 項目             | 金牌                 | 银牌                   | 铜牌                   |
| 男子單打（詳細） | 孔令辉（中国）       | 瓦尔德内尔（瑞典）     | 刘国梁（中国）         |
| 女子單打（詳細） | 王楠（中国）         | 李菊（中国）           | 陈静（中华台北）       |
| 男子雙打（詳細） | 阎森／王励勤（中国） | 刘国梁／孔令辉（中国） | 希拉／盖亭（法国）     |
| 女子雙打（詳細） | 王楠／李菊（中国）   | 杨影／孙晋（中国）     | 金茂校／柳智惠（韩国） |

### 2004年
| 項目             | 金牌                 | 银牌                     | 铜牌                   |
| 男子單打（詳細） | 柳承敏（韩国）       | 王皓（中国）             | 王励勤（中国）         |
| 女子單打（詳細） | 张怡宁（中国）       | 金香美（朝鲜）           | 金景娥（韩国）         |
| 男子雙打（詳細） | 马琳／陈玘（中国）   | 李静／高礼泽（中国香港） | 梅兹／图格威尔（丹麦） |
| 女子雙打（詳細） | 王楠／张怡宁（中国） | 李恩实／石恩美（韩国）   | 郭跃／牛剑锋（中国）   |

### 2008年
| 項目             | 金牌                               | 银牌                                     | 铜牌                                   |
| 男子團體（詳細） | 中国（CHN） · 王皓 · 馬琳 · 王勵勤 | 德国（GER） · 波尔 ·                     | 韩国（KOR） · 柳承敏 · 吴尚垠 · 尹在荣 |
| 女子團體（詳細） | 中国（CHN） · 郭跃 · 张怡宁 · 王楠 | 新加坡（SIN） · 冯天薇 · 李佳薇 · 王越古 | 韩国（KOR） · 唐汭序 · 金暻娥 · 朴美英 |
| 男子單打（詳細） | 馬琳（中国）                       | 王皓（中国）                             | 王勵勤（中国）                         |
| 女子單打（詳細） | 张怡宁（中国）                     | 王楠（中国）                             | 郭跃（中国）                           |

### 2012年
| 項目             | 金牌                               | 银牌                                         | 铜牌                                     |
| 男子團體（詳細） | 中国（CHN） · 王皓 · 張繼科 · 馬龍 | 韩国（KOR） · 柳承敏 · 朱世赫 · 吳尚垠       | 德国（GER） · 波爾 · 斯特格 ·            |
| 女子團體（詳細） | 中国（CHN） · 李曉霞 · 丁寧 · 郭躍 | 日本（JPN） · 福原愛 · 平野早矢香 · 石川佳純 | 新加坡（SIN） · 李佳薇 · 王越古 · 馮天薇 |
| 男子單打（詳細） | 張繼科 · 中国（CHN）               | 王皓 · 中国（CHN）                           | · 德国（GER）                            |
| 女子單打（詳細） | 李曉霞 · 中国（CHN）               | 丁寧 · 中国（CHN）                           | 馮天薇 · 新加坡（SIN）                   |

### 2016年
| 項目             | 金牌                                 | 银牌                                        | 铜牌                                       |
| 男子團體（詳細） | 中国（CHN） · 張繼科 · 馬龍 · 許昕   | 日本（JPN） · 水谷隼 · 丹羽孝希 · 吉村真晴  | 德国（GER） · 波爾 · 斯特格 ·              |
| 女子團體（詳細） | 中国（CHN） · 李曉霞 · 丁寧 · 劉詩雯 | 德国（GER） · 韓瑩 · 單曉娜 · 派翠莎·索爾佳 | 日本（JPN） · 福原愛 · 石川佳純 · 伊藤美誠 |
| 男子單打（詳細） | 馬龍 · 中国（CHN）                   | 張繼科 · 中国（CHN）                        | 水谷隼 · 日本（JPN）                       |
| 女子單打（詳細） | 丁寧 · 中国（CHN）                   | 李曉霞 · 中国（CHN）                        | 金松怡 · 朝鲜（PRK）                       |

### 2020年
| 項目              | 金牌                                 | 银牌                                                          | 铜牌                                       |
| 男子單打 （詳細） | 马龙 · 中国（CHN）                   | 樊振东 · 中国（CHN）                                          | 迪米特里·奥恰洛夫 · 德国（GER）            |
| 男子團體 （詳細） | 中国（CHN） · 樊振东 · 马龙 · 许昕   | 德国（GER） · 迪米特里·奥恰洛夫 · 派翠克·法蘭茲卡 · 蒂莫·波尔 | 日本（JPN） · 水谷隼 · 丹羽孝希 · 張本智和 |
| 女子單打 （詳細） | 陈梦 · 中国（CHN）                   | 孫穎莎 · 中国（CHN）                                          | 伊藤美誠 · 日本（JPN）                     |
| 女子團體 （詳細） | 中国（CHN） · 陈梦 · 孫穎莎 · 王曼昱 | 日本（JPN） · 伊藤美誠 · 石川佳純 · 平野美宇                  | 中国香港（HKG） · 杜凱琹 · 蘇慧音 · 李皓晴 |
| 混合雙打 （詳細） | 日本（JPN） · 水谷隼 · 伊藤美誠      | 中国（CHN） · 许昕 · 劉詩雯                                   | 中华台北（TPE） · 林昀儒 · 鄭怡靜          |

### 2024年
| 項目              | 金牌                                 | 银牌                                                                | 铜牌                                                        |
| 男子單打 （詳細） | 樊振東 · 中国（CHN）                 | 特魯爾斯·莫雷加德 · 瑞典（SWE）                                     | 費利克斯·勒布倫 · 法国（FRA）                               |
| 男子團體 （詳細） | 中国（CHN） · 樊振東 · 王楚欽 · 馬龍 | 瑞典（SWE） · 安東·謝爾貝里 · 特魯爾斯·莫雷加德 · 克里斯蒂安·卡爾松 | 法国（FRA） · 亞歷克西·勒布倫 · 費利克斯·勒布倫 · 西蒙·高茨 |
| 女子單打 （詳細） | 陳夢 · 中国（CHN）                   | 孫穎莎 · 中国（CHN）                                                | 早田希娜 · 日本（JPN）                                      |
| 女子團體 （詳細） | 中国（CHN） · 孫穎莎 · 王曼昱 · 陳夢 | 日本（JPN） · 早田希娜 · 平野美宇 · 張本美和                        | 韩国（KOR） · 申裕斌 · 田志希 · 李恩惠                      |
| 混合雙打 （詳細） | 中国（CHN） · 王楚欽 · 孫穎莎        | 朝鲜（PRK） · 李正植 · 金琴英                                       | 韩国（KOR） · 林鐘勳 · 申裕斌                               |

### 2028年
| 项目              | 金牌 | 银牌 | 铜牌 |
| 男子单打 （詳細） |      |      |      |
| 男子双打 （詳細） |      |      |      |
| 女子单打 （詳細） |      |      |      |
| 女子双打 （詳細） |      |      |      |
| 混合双打 （詳細） |      |      |      |
| 混合团体 （詳細） |      |      |      |

## 獎牌榜
| 排名                      | 国家 / 地区               | 金牌 | 銀牌 | 銅牌 | 总计 |
| ------------------------- | ------------------------- | ---- | ---- | ---- | ---- |
| 1                         | 中国（CHN）               | 37   | 21   | 8    | 66   |
| 2                         | 韩国（KOR）               | 3    | 3    | 14   | 20   |
| 3                         | 日本（JPN）               | 1    | 4    | 5    | 10   |
| 4                         | 瑞典（SWE）               | 1    | 3    | 1    | 5    |
| 5                         | 德国（GER）               | 0    | 4    | 5    | 9    |
| 6                         | 朝鲜（PRK）               | 0    | 2    | 3    | 5    |
| 7                         | 法国（FRA）               | 0    | 1    | 3    | 4    |
| 8                         | 新加坡（SIN）             | 0    | 1    | 2    | 3    |
| 8                         | 中华台北（TPE）           | 0    | 1    | 2    | 3    |
| 10                        | 中国香港（HKG）           | 0    | 1    | 1    | 2    |
| 10                        | 南斯拉夫（YUG）           | 0    | 1    | 1    | 2    |
| 12                        | 丹麦（DEN）               | 0    | 0    | 1    | 1    |
| 总计（共12个国家 / 地区） | 总计（共12个国家 / 地区） | 42   | 42   | 46   | 130  |

## 影片资料
- 【乒乓王国】国球奥运：1988年汉城奥运会 （页面存档备份，存于）
- 【乒乓王国】国球奥运：1992年巴塞罗那奥运会 （页面存档备份，存于）
- 【乒乓王国】国球奥运：1996年亚特兰大奥运会 （页面存档备份，存于）
- 【乒乓王国】国球奥运：2000年悉尼奥运会 （页面存档备份，存于）
- 【乒乓王国】国球奥运：2004年雅典奥运会 （页面存档备份，存于）
- 【乒乓王国】国球奥运：2008年北京奥运会
- 【乒乓王国】国球奥运：2012年伦敦奥运会 （页面存档备份，存于）